# Anaristo
Anaristo (en griego antiguo: Ἀνήριστος) hijo de Espertias, fue un embajador lacedemonio, nieto de Anaristo, que participó en la guerra del Peloponeso como general. en la batalla de Potidea. Fue enviado al comienzo de la guerra, alrededor del 430 a. C., para solicitar la ayuda del rey de Persia. Fue traicionado por Sádoco, hijo de Sitalces, rey de los tracios odrisios. Lo capturaron cerca de Bisante junto con los otros embajadores que lo acompañaron, Nicolao, Pratodamo el tegeata,, Timáridas y el argivo Pólide, y fueron conducidos a Atenas, donde fueron ejecutados sin juicio previo.